# M/S Ocean Response
M/S Ocean Response är en norsk havsbogserbåt och räddningsfartyg, som byggdes 2013.
Fartyget byggdes 2013 som skrov av Zaliv Shipyard i Ukraina och färdigutrustades av Bergen Group BMV ASA i Bergen i Norge för norska Atlantic Offshore A/S. Det är av en typ som kallas "emergency response & rescue vessel" med primärt arbetsområde för off shore-industrin. Hon är konstruerad av Wärtsilä Ship Design. Hon har en dragstyrka (pollaredrag) på 120 ton.
Ocean Responce kan ta ombord upp till 370 personer vid evakuering av en borrplattform.
Den 23 mars 2019 bogserades  M/S Viking Sky av Ocean Response från Hustadvika till kaj i Molde efter att Viking Sky i storm drabbats av ett allvarligt motorhaveri.